# Pieris rapae
A borboleta-pequena-das-couves (Pieris rapae) é uma espécie de borboleta que é totalmente coberta de "pêlos", na ponta dos quais está sempre presente uma gotícula de uma substância oleosa.
Pode ser encontrada em toda a Europa, Norte da África e Ásia e também tem sido introduzida acidentalmente na América do Norte, Austrália e Nova Zelândia, onde eles se tornaram pragas.